# ایشتوان اوروس
ایشتوان اوروس (مجاری: Orosz István؛ متولد ۲۴ اکتبر ۱۹۵۱) نقاش، سازندهٔ پوستر و عکس‌های چاپی، طراح گرافیک و کارگردان فیلم انیمیشن اهل مجارستان است.
او به خاطر کارهای الهام گرفته از ریاضیات، اشیاء غیرممکن، خطای دید، تصاویر دو منظوره و واریخت‌سازی مشهور است. هنر هندسی اوروس، با فورس پرسپکتیو و خطای دید، با آثار موریس اشر مقایسه شده‌است.

## زندگی‌نامه
ایشتوان اوروس در دانشگاه هنر و طراحی موهولی-ناگی در بوداپست به عنوان شاگرد استادانی چون ارنو روبیک تحصیل کرد. وی پس از فارغ‌التحصیلی در سال ۱۹۷۵ به عنوان طراح صحنه، انیماتور و کارگردان با فیلم و تئاتر سر و کار داشت و در پانونیا فیلم‌استودیو در بوداپست و استودیویی در کچکمت در ساخت فیلم‌های انیمیشن مشارکت داشت.
وی همچنین به عنوان نقاش، سازندهٔ پوستر و عکس‌های چاپی و تصویرگر نیز شناخته می‌شود. او دوست دارد ضمن پیروی از تکنیک‌های چاپ سنتی مانند منبت‌کاری و قلم زنی، از پارادوکس بصری، تصاویر دو معنایی و رویکردهای توهم‌گرایانه استفاده کند. او همچنین سعی می‌کند تکنیک واریخت‌سازی را تجدید کند. وی شرکت‌کننده دائمی در دوسالانه اصلی بین‌المللی پوستر و هنر گرافیک است و آثار وی در نمایشگاه‌های انفرادی و گروهی در مجارستان و خارج از کشور به نمایش گذاشته شده‌است.
او در ۲۰۰۲ از دانشگاه هنر و طراحی موهولی-ناگی درجهٔ شایستگی خود را دریافت کرد. در بین سالهای ‎۲۰۰۴ – ۲۰۱۴ استاد دانشگاه شوپرون بود.

## جملات معروف
«اگر می‌خواهید پوستر بسازید، سعی کنید ایده خود را در یک جمله توضیح دهید. سپس سعی کنید آن را کاهش دهید، عبارات، ویژگی‌ها را کنار بگذارید تا فقط ملزومات ضروری را داشته باشید. وقتی به هیچ حرفی احتیاج ندارید، پوستر آماده است.»
«... وقتی این اشیا پارادوکسی را کشیدم، امیدوارم همه بتوانند منظور من، قصد یک طراح مجاری در پایان قرن ۲۰ را درک کنند که فقط برای اینکه درگیر عمل شود، حقیقت را نمی‌گوید.»
«چیزهایی وجود دارد که می‌توانم تصور کنم و می‌توانم ترسیم کنم. چیزهایی وجود دارد که می‌توانم تصور کنم اما نمی‌توانم آنها را ترسیم کنم. اما آیا می‌توانم چیزی را ترسیم کنم که تصور نمی‌کنم.»

## واریخت سازی
اوروس سعی می‌کند تکنیک واریخت‌سازی را تجدید کند و هدف او این است که وقتی به تصویر تحریف‌شده معنایی نیز می‌بخشد، آن را توسعه دهد. این دیگر تصویری آمورف نیست، بلکه یک تصویر معنادار است که از نتیجه‌ای که در آینه ظاهر می‌شود یا از دیدگاه ویژه‌ای مشاهده می‌شود، مستقل است. این روش واریخت سازی برای بیان پیام‌های پیچیده‌تر مناسب است و متناسب با آن است که سرگرم‌کننده‌تر است.